# Kathrin Kirsch
Kathrin Kirsch, geb. Messerschmidt (* 1975 in Kiel) ist eine deutsche Musikwissenschaftlerin.

## Leben
Sie studierte Musikwissenschaft, Anglistik und Kunstgeschichte in Kiel von 1996 bis 2003 (Abschluss Magister). Nach der Promotion 2007 bei Bernd Sponheuer war sie von 2008 bis 2010 wissenschaftliche Mitarbeiterin im Forschungsprojekt „Ein neuentdeckter Quellentypus in der Brahms-Philologie. Rekonstruktion später werkgenetischer Stadien in Johannes Brahms’ 2. Klavierkonzert B-Dur op. 83“ am Musikwissenschaftlichen Institut der Universität Kiel in enger Anbindung an die Johannes Brahms Gesamtausgabe. Von 2012 bis 2016 leitete sie das DFG-Projekt: „Carl Philipp Emanuel Bachs konzertante geistliche Chorwerke. Musik, Poetik und bürgerliche Andacht in der norddeutschen Aufklärung“ und von 2014 bis 2020 lehrte sie als Juniorprofessorin im Fach Musikwissenschaft mit Schwerpunkt Musikalische Editionsphilologie an der CAU zu Kiel. Seit 2020 ist sie Professorin für Musikwissenschaft an der CAU Kiel.

## Schriften (Auswahl)
- „Eine Erscheinung aus den Wäldern?“ Jean Sibelius' zweite und vierte Symphonie – Horizonte der Gattungstradition. Berlin 2010, ISBN 978-3-631-59708-8.
- Von der Stichvorlage zum Erstdruck. Zur Bedeutung von Vorabzügen bei Johannes Brahms. Kassel 2013, ISBN 978-3-7618-2329-3.
- mit Tobias Janz und Ivana Rentsch (Hg.): C. P. E. Bach und Hamburg. Generationenfolgen in der Musik. Hildesheim 2017, ISBN 978-3-487-15473-2.
- mit Siegfried Oechsle (Hg.): Finalproblem. Große Form zwischen Apotheose und Suspension. Kassel 2018, ISBN 3-7618-2455-6.